# FAB-Klassifikation
Die FAB-Klassifikation ist ein System zur zytomorphologischen Einteilung von akuten Leukämien (akute myeloische Leukämie und akute lymphatische Leukämie) und der myelodysplastischen Syndrome. FAB steht für French-American-British und rührt von der Tatsache her, dass bei der Ausarbeitung dieser Klassifikation französische, US-amerikanische und britische Hämatopathologen beteiligt waren. Die FAB-Klassifikation ist für die akute myeloische Leukämie in der Klinik weiterhin in Gebrauch, sie wird aber zusehends durch die modernere WHO-Klassifikation ersetzt, die nicht nur zytomorphologische, sondern auch genetische und immunologische Gesichtspunkte mit einbezieht. Für die akute lymphatische Leukämie hat die Klassifikation heute nur noch für den seltenen L3-Subtyp Relevanz.

## FAB-Klassifikation akuter myeloischer Leukämien
In der ersten Fassung der FAB-Klassifikation aus dem Jahr 1976 waren nur die Typen M1 bis M6 enthalten. Die FAB-Typen M0 und M7 kamen später hinzu. Die Diagnose des FAB M0-Subtyps erfordert immunzytologische Methoden und wird in der Regel mittels Durchflusszytometrie gestellt (Untersuchung auf die Expression der myeloischen Marker CD13, CD33, CD65).
| FAB-Subtyp | Bezeichnung                                             | Morphologische Kennzeichen | Zytochemie (EST=Esterase, POX=Peroxidase)                          | Typische Zytogenetische Aberrationen |
| ---------- | ------------------------------------------------------- | --- | ------------------------------------------------------------------ | ------------------------------------ |
| M0         | Akute myeloische Leukämie mit minimaler Differenzierung | Unreife Blasten ohne Granulation | POX < 3 %, EST negativ                                             | –                                    |
| M1         | Akute myeloische Leukämie ohne Ausreifung               | weniger als 10 % reife Zellen (= Promyelozyten, Granulozyten, Monozyten), nur spärliche Granulation                                                     | POX > 3 %, EST <20 %                                               | –                                    |
| M2         | Akute myeloische Leukämie mit Ausreifung                | ≥10 % reife Zellen in der Myelopoese, weniger als 20 % Monozyten                                                                                        | POX > 3 % (meist deutlich positiv), EST meist schwach positiv      | t(8;21) (in ca. 20 %)                |
| M2baso     | Akute Basophilen-Leukämie                               | | –                                                                  | t(6;9)                               |
| M3         | Akute Promyelozyten-Leukämie                            | 30 % Promyelozyten (Blastenanteil of weniger) | POX > 3 % (meist stark positiv), EST schwach bis mäßig positiv     | t(15;17), selten t(5;17), t(11;17)   |
| M3v        | Akute Promyelozyten-Leukämie, mikrogranuläre Form       | – | –                                                                  | t(15;17)                             |
| M4         | Akute myelomonozytäre Leukämie                          | Myeloische Zellen (Blasten + Promyelozyten) > 20 %, monozytäre Zellen (Monoblasten und reife Formen) 20 % bis 80 %                                      | POX > 3 %, EST >20 %                                               | –                                    |
| M4Eo       | Akute myelomonozytäre Leukämie mit Eosinophilie         | – | –                                                                  | inv(16)                              |
| M5         | Akute Monoblasten/Monozyten-Leukämie                    | mehr als 80 % der myeloischen Zellen sind Monoblasten bzw. Monozyten                                                                                    | POX meist negativ bis leicht positiv, EST > 20 % (kräftig positiv) | –                                    |
| M5a        | Akute Monoblasten-Leukämie                              | mehr als 80 % der myeloischen Zellen sind Monoblasten bzw. Monozyten, davon sind mehr als 80 % Monoblasten oder Promonozyten                            | POX meist negativ bis leicht positiv, EST > 20 % (kräftig positiv) | –                                    |
| M5b        | Akute Monozyten-Leukämie                                | mehr als 80 % der myeloischen Zellen sind Monoblasten bzw. Monozyten, davon sind mehr als 20 % Monozyten                                                | POX meist negativ bis leicht positiv, EST > 20 % (kräftig positiv) | –                                    |
| M6         | Akute Erythroleukämie (Erythrämie)                      | > 50 % aller Zellen sind Erythroblasten oder >30 % aller Blasten unter den nicht-erythrozytären Zellen sind Erythroblasten, häufig trilineäre Dysplasie | POX > 3 %, EST kann positiv sein                                   | –                                    |
| M7         | Akute Megakaryoblasten-Leukämie                         | Hochgradig pleomorphe Blasten | POX < 3 %, EST kann positiv sein                                   | –                                    |

## FAB-Klassifikation akuter lymphatischer Leukämien
| FAB-Subtyp | Bezeichnung                                         | Typische Zytogenetische Aberrationen |
| ---------- | --------------------------------------------------- | ------------------------------------ |
| L1         | akute Lymphoblastenleukämie mit kleinen Zellen      | –                                    |
| L2         | akute Lymphoblastenleukämie mit mittelgroßen Zellen | –                                    |
| L3         | akute Lymphoblastenleukämie mit großen Zellen       | t(8;14), seltener t(2;8), t(8;22)    |

## FAB-Klassifikation myelodysplastischer Syndrome
| FAB-Subtyp                                     | Eigenschaften des Knochenmarks       | Eigenschaften des Blutes        | Anmerkung | ICD-10 Codierung |
| ---------------------------------------------- | ------------------------------------ | ------------------------------- | --- | --- |
| RA (refraktäre Anämie)                         | <5 % Blasten                         | ≤1 % Blasten                    | Frühes Stadium des MDS. Im Knochenmark ist der Anteil unreifer Zellen, sog. Blasten, nicht erhöht und liegt unter 5 % aller kernhaltiger Zellen. | D46.0 |
| RARS (refraktäre Anämie mit Ringsideroblasten) | <5 % Blasten >15 % Ringsideroblasten | ≥1 % Blasten                    | | D46.1 |
| RAEB (refraktäre Anämie mit Exzess an Blasten) | 5–20 % Blasten                       | <5 % Blasten                    | RA mit Blastenvermehrung (5–20 % myeloisch differenzierte Blasten). Wird in RAEB-1 (5–9 %Blasten) und RAEB-2 (10–19 % Blasten) unterteilt.       | D46.2 (Inkl.: RAEB I und RAEB II) |
| CMML (Chronische myelomonozytäre Leukämie)     | <20 % Blasten vermehrt Promonozyten  | >1×109/l Monozyten <5 % Blasten | | C93.1- (Inkl. - CMML-1 - CMML-2 - CMML mit Eosinophilie - C93.10 CMML: Ohne Angabe einer kompletten Remission - C93.11 CMML: In kompletter Remission) |
| RAEB-T (RAEB in Transformation)                | 21–30 % Blasten Auerstäbchen         | >5 % Blasten                    | Vorstufe zur akuten myeloischen Leukämie. | D46.4 Refraktäre Anämie, nicht näher bezeichnet |